# John Kee

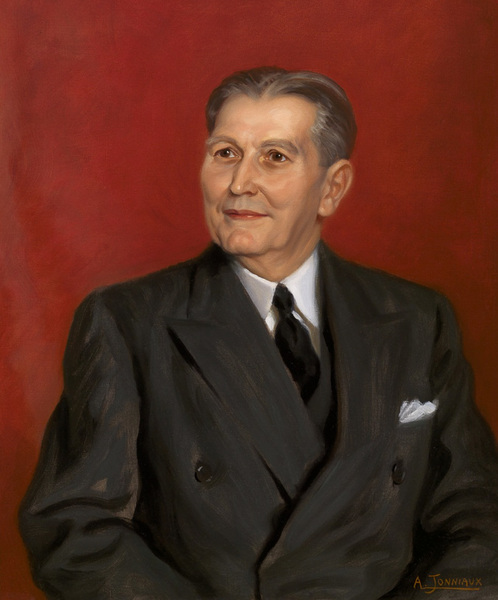
John Kee

John Kee (* 22. August 1874 in Glenville, Gilmer County, West Virginia; † 8. Mai 1951 in Washington, D.C.) war ein US-amerikanischer Politiker. Zwischen 1933 und 1951 vertrat er den fünften Wahlbezirk des Bundesstaates West Virginia im US-Repräsentantenhaus.

## Werdegang
John Kee besuchte die öffentlichen Schulen in Glenville und die State Normal School sowie die West Virginia University in Morgantown. Nach einem anschließenden Jurastudium und seiner im Jahr 1897 erfolgten Zulassung als Rechtsanwalt begann er in Glenville in seinem neuen Beruf zu praktizieren. In den Jahren 1900 bis 1902 arbeitete er für die Firma South Penn Oil Co.; danach war er von 1902 bis 1910 juristischer Berater der Virginia Railway Co. 1910 verlegte er seinen Wohnsitz und seine Kanzlei nach Bluefield im Mercer County. Zwischen 1916 und 1918 war er in einer juristischen Sondermission in Mexiko tätig. Nach seiner Rückkehr nach Bluefield arbeitete er wieder als Anwalt.
Kee war Mitglied der Demokratischen Partei, für die er zwischen 1923 und 1927 im Senat von West Virginia saß. 1932 wurde er im fünften Distrikt seines Staates in das US-Repräsentantenhaus in Washington gewählt, wo er am 4. März 1933 die Nachfolge des Republikaners Hugh Ike Shott antrat. Dieser Wahlsieg lag im damaligen Bundestrend, der die Demokratische Partei deutlich im Aufwind sah. Höhepunkt dieses Trends war die Wahl von Franklin D. Roosevelt zum US-Präsidenten. Nach neun Wiederwahlen konnte John Kee bis zu seinem Tod am 8. Mai 1951 im Kongress verbleiben. In dieser Zeit wurden die New-Deal-Gesetze verabschiedet. Im Jahr 1933 wurde mit dem 21. Verfassungszusatz das Alkoholverbot 1919 aufgehoben. Zwischen 1941 und 1945 stand auch die Kongressarbeit im Schatten der Ereignisse des Zweiten Weltkrieges.
John Kee war mit Elizabeth Kee verheiratet, die zwischen 1951 und 1965 seine direkte Nachfolgerin als Kongressabgeordnete wurde. Der gemeinsame Sohn James nahm nach seiner Mutter von 1965 bis 1973 den gleichen Abgeordnetensitz wie seine Eltern ein. Damit wurde der fünfte Wahlbezirk von West Virginia zwischen 1933 und seiner Auflösung im Jahr 1973 von Mitgliedern der Familie Kee im Kongress vertreten.